# 沃亚鳄属
沃亚鳄属（学名：Voay）是馬達加斯加的一属已滅絕的鳄科動物，生活在晚更新世至全新世期間，可能在2000年前人類抵達馬達加斯加後滅絕。

## 下属物种
本属包括以下物种：
- Voay robustus (Grandidier & Vaillant, 1872)[3]